# Work from Home
"Work from Home" là một bài hát của nhóm nhạc người Mỹ Fifth Harmony hợp tác với rapper người Mỹ Ty Dolla Sign nằm trong album phòng thu thứ hai của họ, 7/27 (2016). Nó được phát hành vào ngày 26 tháng 2 năm 2016 như là đĩa đơn đầu tiên trích từ album bởi Epic Records, Syco Music và Sony Music Entertainment. Bài hát được đồng viết lời bởi Ty Dolla Sign, Jude Demorest, Eskeerdo, Brian Lee với những nhà sản xuất nó Ammo và DallasK. "Work from Home" là một bản pop và R&B kết hợp với những yếu tố của trap và tropical house mang nội dung đề cập đến "công việc" như là một phép ẩn dụ cho tình dục, đã thu hút nhiều sự so sánh với những tác phẩm được sản xuất bởi DJ Mustard cũng như đĩa đơn năm 2015 của nhóm "Worth It" đối với những sự tương đồng trong phong cách âm nhạc. Ban đầu, bài hát được dự định phát hành vào ngày 26 tháng 1 năm 2016 với tên gọi gốc "Work", nhưng sau đó nhóm phải thay đổi kế hoạch bằng việc đặt lại tiêu đề và dời ngày phát hành đề tránh nhầm lẫn với bài hát cùng tên của Rihanna đã được phát hành một tháng trước đó.
Sau khi phát hành, "Work from Home" nhận được những phản ứng tích cực từ các nhà phê bình âm nhạc, trong đó họ đánh giá cao giai điệu bắt tai và quá trình sản xuất nó, đồng thời xuất hiện trong danh sách những tác phẩm xuất sắc nhất năm bởi nhiều tổ chức và ấn phẩm âm nhạc, như Billboard, Rolling Stone, Entertainment Weekly và Time. Ngoài ra, bài hát còn gặt hái nhiều giải thưởng và đề cử tại những lễ trao giải lớn, bao gồm chiến thắng tại giải thưởng Âm nhạc Mỹ năm 2016 cho Hợp tác của năm và giải Sự lựa chọn của Trẻ em năm 2017 cho Bài hát của năm. "Work from Home" cũng tiếp nhận những thành công lớn về mặt thương mại, đứng đầu các bảng xếp hạng ở Hà Lan và New Zealand, đồng thời lọt vào top 10 ở nhiều quốc gia khác, bao gồm vươn đến top 5 ở những thị trường lớn như Úc, Canada, Ireland, Ba Lan và Vương quốc Anh. Tại Hoa Kỳ, nó đạt vị trí thứ tư trên bảng xếp hạng Billboard Hot 100, trở thành đĩa đơn đầu tiên của Fifth Harmony và Ty Dolla Sign vươn đến top 5 tại đây. Tính đến nay, nó đã bán được hơn 9 triệu bản trên toàn cầu, trở thành một trong những đĩa đơn bán chạy nhất mọi thời đại.
Video ca nhạc cho "Work from Home" được đạo diễn bởi Director X, trong đó bao gồm những cảnh Fifth Harmony tương tác với những công nhân xây dựng nam ở công trường và nhảy múa trong trang phục bảo hộ lao động. Nó đã nhận được nhiều lời khen từ giới phê bình về sự trưởng thành của nhóm so với những video trước đó, và giúp họ chiến thắng tại giải Video âm nhạc của MTV năm 2016 ở hạng mục Hợp tác xuất sắc nhất cũng như giải thưởng âm nhạc iHeartRadio năm 2017 cho Video của năm. Để quảng bá bài hát, nhóm đã trình diễn "Work from Home" trên nhiều chương trình truyền hình và lễ trao giải lớn, bao gồm Alan Carr: Chatty Man, Britain's Got Talent, The Ellen DeGeneres Show, Jimmy Kimmel Live!, Live! with Kelly and Michael, Sunrise, Today, giải thưởng âm nhạc Billboard năm 2016 (với Ty Dolla Sign) và giải Sự lựa chọn của Công chúng lần thứ 43, cũng như trong nhiều chuyến lưu diễn của họ. Kể từ khi phát hành, "Work from Home" đã được hát lại và sử dụng làm nhạc mẫu bởi nhiều nghệ sĩ, như Ed Sheeran, Sam Smith, Clean Bandit, Bebe Rexha, Louisa Johnson và Bart Baker.

## Danh sách bài hát
- Tải kĩ thuật số

1. "Work from Home" (hợp tác với Ty Dolla Sign) – 3:34

## Thành phần thực hiện
Thành phần thực hiện được trích từ ghi chú của 7/27, Epic Records và Syco Music.
Thu âm
- Thu âm tại The Northership (Los Angeles) và Windmark Recording (Santa Monica, California)
- Phối khí tại Callanwolde Fine Arts Center (Atlanta, Georgia)
- Master tại The Mastering Place (Thành phố New York)

Thành phần
- Joshua Coleman – viết lời, sản xuất
- Jude Demorest – viết lời, giọng hát
- Alexander Izquierdo – viết lời
- Brian Lee – viết lời
- Tyrone Griffin, Jr. – viết lời, giọng hát
- Dallas Koehlke – viết lời, sản xuất
- Ally Brooke Hernandez – giọng hát
- Normani Kordei Hamilton – giọng hát
- Lauren Jauregui – giọng hát
- Camila Cabello – giọng hát
- Dinah Jane Hansen – giọng hát
- Victoria Monét – sản xuất giọng hát
- Andrew Bolooki – sản xuất giọng hát, kỹ sư
- Dexter Randall – sản xuất giọng hát, kỹ sư
- Gabriella Endacott – sản xuất
- Phil Tan – phối khí
- Daniela Rivera – hỗ trợ phối khí

## Xếp hạng
| Bảng xếp hạng (2016)                      | Vị trí cao nhất |
| ----------------------------------------- | --------------- |
| Úc (ARIA)                                 | 3               |
| Áo (Ö3 Austria Top 40)                    | 9               |
| Bỉ (Ultratop 50 Flanders)                 | 4               |
| Bỉ (Ultratop 50 Wallonia)                 | 6               |
| Brazil (Billboard Brasil Hot 100)         | 6               |
| Canada (Canadian Hot 100)                 | 4               |
| Canada CHR/Top 40 (Billboard)             | 1               |
| Canada Hot AC (Billboard)                 | 20              |
| Cộng hòa Séc (Rádio Top 100)              | 5               |
| Cộng hòa Séc (Singles Digitál Top 100)    | 7               |
| Đan Mạch (Tracklisten)                    | 9               |
| Châu Âu Nhạc số (Billboard)               | 4               |
| Phần Lan (Suomen virallinen lista)        | 11              |
| Pháp (SNEP)                               | 17              |
| Đức (Official German Charts)              | 7               |
| Hungary (Rádiós Top 40)                   | 27              |
| Hungary (Single Top 40)                   | 31              |
| Ireland (IRMA)                            | 3               |
| Israel (Media Forest)                     | 7               |
| Ý (FIMI)                                  | 18              |
| Nhật Bản (Japan Hot 100)                  | 16              |
| Luxembourg Nhạc số (Billboard)            | 7               |
| Mexico Phát thanh (Billboard)             | 12              |
| Mexico Top 20 Inglés (Monitor Latino)     | 11              |
| Hà Lan (Dutch Top 40)                     | 1               |
| Hà Lan (Single Top 100)                   | 1               |
| New Zealand (Recorded Music NZ)           | 1               |
| Na Uy (VG-lista)                          | 6               |
| Ba Lan (Polish Airplay Top 100)           | 3               |
| Bồ Đào Nha (AFP)                          | 9               |
| Scotland (OCC)                            | 3               |
| Hàn Quốc (Gaon International Singles)     | 27              |
| Slovakia (Rádio Top 100)                  | 47              |
| Slovakia (Singles Digitál Top 100)        | 6               |
| Nam Phi (EMA)                             | 5               |
| Tây Ban Nha (PROMUSICAE)                  | 18              |
| Thụy Điển (Sverigetopplistan)             | 8               |
| Thụy Sĩ (Schweizer Hitparade)             | 7               |
| Anh Quốc (OCC)                            | 2               |
| Hoa Kỳ Billboard Hot 100                  | 4               |
| Hoa Kỳ Adult Pop Airplay (Billboard)      | 18              |
| Hoa Kỳ Dance Club Songs (Billboard)       | 25              |
| Hoa Kỳ Dance/Mix Show Airplay (Billboard) | 1               |
| Hoa Kỳ Pop Airplay (Billboard)            | 1               |
| Hoa Kỳ Rhythmic (Billboard)               | 1               |

| Bảng xếp hạng (2016)                      | Vị trí |
| ----------------------------------------- | ------ |
| Australia (ARIA)                          | 15     |
| Australia Urban (ARIA)                    | 3      |
| Austria (Ö3 Austria Top 40)               | 38     |
| Belgium (Ultratop 50 Flanders)            | 22     |
| Belgium (Ultratop 50 Wallonia)            | 18     |
| Brazil (Billboard Brasil Hot 100)         | 15     |
| Canada (Canadian Hot 100)                 | 12     |
| Denmark (Tracklisten)                     | 34     |
| France (SNEP)                             | 33     |
| Germany (Official German Charts)          | 30     |
| Hungary (Stream Top 40)                   | 24     |
| Israel (Media Forest)                     | 47     |
| Italy (FIMI)                              | 39     |
| Japan (Japan Hot 100)                     | 92     |
| Japan Hot Overseas (Billboard Japan)      | 6      |
| Netherlands (Dutch Top 40)                | 22     |
| Netherlands (Single Top 100)              | 17     |
| New Zealand (Recorded Music NZ)           | 16     |
| Poland (ZPAV)                             | 34     |
| South Korea (Gaon International Singles)  | 74     |
| Spain (PROMUSICAE)                        | 48     |
| Sweden (Sverigetopplistan)                | 32     |
| Switzerland (Schweizer Hitparade)         | 21     |
| UK Singles (Official Charts Company)      | 15     |
| US Billboard Hot 100                      | 16     |
| US Hot Dance/Mix Show Airplay (Billboard) | 22     |
| US Pop Songs (Billboard)                  | 15     |
| US Rhythmic (Billboard)                   | 17     |
| Bảng xếp hạng (2017)                      | Vị trí |
| Australia Urban (ARIA)                    | 34     |

| Bảng xếp hạng                        | Vị trí |
| ------------------------------------ | ------ |
| UK Singles (Official Charts Company) | 173    |

## Chứng nhận
| Quốc gia | Chứng nhận  | Số đơn vị/doanh số chứng nhận |
| --- | ----------- | ----------------------------- |
| Úc (ARIA) | 6× Bạch kim | 420.000‡                      |
| Áo (IFPI Áo) | Vàng        | 15.000‡                       |
| Bỉ (BEA) | 2× Bạch kim | 40.000‡                       |
| Brasil (Pro-Música Brasil) | Kim cương   | 500.000‡                      |
| Canada (Music Canada) | 5× Bạch kim | 0*                            |
| Đan Mạch (IFPI Đan Mạch) | Bạch kim    | 90.000‡                       |
| Pháp (SNEP) | Kim cương   | 233.333‡                      |
| Đức (BVMI) | Bạch kim    | 300.000‡                      |
| Ý (FIMI) | 3× Bạch kim | 150.000‡                      |
| México (AMPROFON) | 2× Bạch kim | 120.000‡                      |
| Hà Lan (NVPI) | Bạch kim    | 20.000‡                       |
| New Zealand (RMNZ) | 2× Bạch kim | 0*                            |
| Ba Lan (ZPAV) | 2× Bạch kim | 40.000‡                       |
| Hàn Quốc (Gaon Chart) | —           | 153,781                       |
| Tây Ban Nha (PROMUSICAE) | 2× Bạch kim | 80.000‡                       |
| Thụy Điển (GLF) | 4× Bạch kim | 80.000‡                       |
| Anh Quốc (BPI) | 2× Bạch kim | 1,470,000                     |
| Hoa Kỳ (RIAA) | 5× Bạch kim | 5.000.000‡                    |
| Streaming |             |                               |
| Đan Mạch (IFPI Đan Mạch) | Bạch kim    | 2.600.000‡                    |
| * Chứng nhận dựa theo doanh số tiêu thụ. ^ Chứng nhận dựa theo doanh số nhập hàng. ‡ Chứng nhận dựa theo doanh số tiêu thụ và phát trực tuyến. |             |                               |